# The Alan Parsons Project
The Alan Parsons Project — рок-группа из Великобритании, работавшая в стилях софт-рок и прогрессивный поп-рок. Основана Аланом Парсонсом и Эриком Вулфсоном.
За время существования коллектива, с 1975 по 1990 год, вышло 10 оригинальных студийных альбомов, общим тиражом свыше 50 млн экземпляров. После 1990 года Алан Парсонс и Эрик Вулфсон продолжали выпускать сольные альбомы, близкие к творчеству группы.

## История

### 1975—1990
История группы началась с того, что летом 1974 года в буфете лондонской студии звукозаписи «Эбби Роуд» встретились Алан Парсонс и Эрик Вулфсон.
Парсонс был звукорежиссёром, продюсером и композитором, работавшим на «Эбби Роуд». К тому времени он уже создал себе имя и репутацию благодаря работе с Полом Маккартни и Пинк Флойд. В частности, он был звукорежиссёром альбома Пинк Флойд «The Dark Side of the Moon» и помощником звукорежиссёра альбома Битлз «Abbey Road».
Композитор, поэт и пианист Вулфсон в течение 1960-х годов написал немало композиций, входивших в репертуар таких исполнителей, как Марианна Фэйтфулл, Фрэнк Айфилд, Джо Дассен, The Tremeloes, Marmalade. Кроме того, Эрик пробовал свои силы в менеджменте в сфере музыкальной индустрии — в частности, в проекте Карла Дугласа «Kung Fu Fighting». На «Эбби Роуд» он попал в качестве сессионного пианиста.
Парсонс предложил Вулфсону стать менеджером своих звукорежиссёрских проектов, на что Эрик охотно согласился. Вместе они работали с группами Pilot, Cockney Rebel, Ambrosia и The Hollies, а также исполнителями Джоном Майлзом, Стивом Харли (Steve Harley) и Элом Стюартом (Al Stewart).
Как студийный проект The Alan Parsons Project (далее — APP) образовался в 1975 году, когда Вулфсон показал Алану свои наброски концептуального музыкального альбома, навеянного творчеством Эдгара По. Материал понравился Парсонсу, тем более, что он сам был поклонником мистической прозы Эдгара По. Было решено попробовать записать альбом. Вулфсон предложил разделить сферы контроля. В обязанности Парсонса входило продюсирование, создание концепции альбома и предварительное видение музыки, её аранжировка и запись, а также частично — композиторская функция. Вулфсон брал на себя функции композитора и автора текстов и всё, что касалось непосредственного исполнения музыки. В том же году был подписан контракт со студией 20th Century Fox Records.
Студийный альбом, получивший название Tales of Mystery and Imagination, увидел свет в 1976 году. Для записи альбома было привлечено множество сессионных музыкантов. В основном это были те, кто ранее работал с Парсонсом, в первую очередь — музыканты коллективов Pilot и Cockney Rebel, которые составили своего рода «костяк» The Alan Parsons Project, хотя официально APP никогда не имел постоянного состава. Кроме того, к записям были привлечены Джон Майлз, Эндрю Пауэлл и другие известные музыканты. Альбом представляет собой философское творение в жанре симфо-арт-рока с отголосками психоделики и скомпонован как единое целое, а не набор отдельных композиций. По словам Парсонса, Tales… — «первый альбом в рок-индустрии, на котором инженер звукозаписи, продюсер, автор и артист были представлены в одном лице».
Коммерчески успешными и мощными по эмоциональному воздействию оказались и последующие диски APP — I Robot (1977) (по мотивам произведений Айзека Азимова) и Pyramid (1978) (дань «египетскому буму», накрывшему в тот период Европу). Далее следовал менее успешный в коммерческом отношении (а по мнению ряда критиков[каких?], и в музыкальном тоже) альбом Eve (1979). Однако вышедший вслед за ним альбом The Turn of a Friendly Card (1980) восстановил реноме группы. На этом альбоме Вулфсон впервые выступил в качестве лидирующего вокалиста, причём очень успешно — узнаваемый вокал Вулфсона стал своеобразной «визитной карточкой» группы.
Следующий альбом группы, Eye in the Sky (1982), стал едва ли не самым известным альбомом APP — и самым успешным коммерчески. Давшая название альбому композиция «Eye in the Sky» в исполнении Эрика Вулфсона заняла третье место в чартах Billboard Hot 100. Обложку альбома украшало Око Гора — древнеегипетский символ, ставший впоследствии эмблемой группы. Начиная с Eye in the Sky, в арт-роковом плане аранжировки несколько упростились, но вместе с тем приобрели отточенность и выверенность — по выражениям некоторых критиков, музыка APP стала «рафинированной».
Затем последовали альбомы Ammonia Avenue (1984), Vulture Culture (1984) и Stereotomy (1985) — добротные и качественные пластинки, тепло встреченные публикой. Правда, до более ранних произведений группы новые альбомы всё же несколько не дотягивали, что дало критикам повод начать поговаривать о скором наступлении для APP обычного для музыкальных групп «кризиса жанра». Однако альбом Gaudi (1987), посвящённый творчеству легендарного испанского архитектора Антони Гауди, был тематически выдержан и скомпонован подобно ранним работам группы.
Общий тираж десяти оригинальных альбомов The Alan Parsons Project превысил 50 млн копий.

### После 1990 года
Изначально планировалось, что альбом Freudiana (1990) — плод размышлений Вулфсона над идеями Зигмунда Фрейда — станет одиннадцатым альбомом группы, но Эрик Вулфсон к тому времени уже решился начать сольную карьеру с уклоном в театральное искусство. Поэтому было решено не позиционировать альбом как творение APP, тем более, что он практически целиком (кроме одной вещи) был написан Вулфсоном — Парсонс выступал в качестве продюсера и звукорежиссёра. Правда, в записи альбома, длившейся почти три года, принимал участие весь исполнительский «костяк» APP. Впоследствии по альбому Freudiana Эрик поставил весьма успешный одноимённый мюзикл, за которым в 1990-х годах последовали театральные постановки «Gaudi» (1996) по одноимённому альбому APP и «Gambler» (1997). В 2003 году Вулфсон записал альбом Poe: More Tales of Mystery and Imagination, близкий ранним произведениям APP.
После ухода Эрика Вулфсона Алан Парсонс посчитал неуместным оставлять название The Alan Parsons Project, и официально группа прекратила существование. Тем не менее, с прежним музыкальным коллективом Парсонс выпустил ещё три пластинки под собственным именем: Try Anything Once (1993), On Air (1996) и The Time Machine (1999). К написанию песен активно подключились бессменный гитарист группы Иэн Бернсон, ударник Стюарт Эллиот и аранжировщик Эндрю Пауэлл.
Вышедший в 2004 году диск A Valid Path представлял собой уже полностью самостоятельное творение Алана Парсонса.
2 декабря 2009 года Эрик Вулфсон скончался в возрасте 64 лет от рака, с которым боролся много лет.

## Состав
Официально группа никогда не имела постоянного состава, исключая основателей группы:
- Алан Парсонс (Alan Parsons) — продюсер, звукорежиссёр, автор музыки, клавишные, акустическая гитара, бас-гитара, флейта, вокодер, программирование, дополнительная ритм-гитара;
- Эрик Вулфсон (Eric Woolfson) — исполнительный продюсер, автор музыки и текстов, вокал, клавишные;
- Иен Байрсон (Ian Bairnson) — бессменный гитарист, автор музыки и текстов.

Однако существовал более-менее постоянный «костяк группы» в следующем составе:
- Эндрю Поуэлл (Andrew Powell) — клавишные, аранжировка, автор музыки;
- Дэвид Пэтон (David Paton) — бас-гитара (1975—1985; 1991—1993);
- Лаури Коттл (Laurie Cottle) — бас-гитара (1985—1990);
- Стюарт Тош (Stuart Tosh) — ударные (1975—1977);
- Стюарт Эллиот (Stuart Elliott) — ударные (с 1977 года), автор музыки и текстов;
- Мел Коллинз (Mel Collins) — саксофон (1980—1984);
- Ричард «Трикс» Коттл (Richard «Trix» Cottle) — саксофон, клавишные (1984—1987).

Кроме того, для участия в записи альбомов The Alan Parsons Project приглашалось огромное количество сессионных музыкантов (однажды их число перевалило за 300), в особенности — вокалистов. Наиболее часто встречались:
- Ленни Закатек (Lenny Zakatek) — вокал;
- Джон Майлз[англ.] (John Miles) — вокал;
- Крис Рэйнбоу (Chris Rainbow) — вокал;
- Колин Бланстоун (Colin Blunstone) — вокал;
- Дейв Терри (Dave Terry AKA Elmer Gantry) — вокал;
- Артур Браун (Arthur Brown) — вокал;
- Грехам Дей (Graham Dye) — вокал;
- Стивен Дей (Steven Dye) — вокал;
- Стив Харли (Steve Harley) — вокал;
- Аллан Кларк (Allan Clarke) — вокал;
- Роберт Корман (Robert Koreman) — вокал;
- Лесли Дункан (Lesley Dunkan) — вокал;
- Дин Форд (Dean Ford) — вокал на альбоме Pyramid (1978), композиции «What Goes Up», «Can’t Take It With You».

## The Alan Parsons Live Project
С момента своего создания и до ухода Вулфсона The Alan Parsons Project был целиком и полностью студийной группой — никаких «живых» выступлений где бы то ни было не проводилось. Однако в 1994 году группа провела европейское турне, в котором принял участие весь музыкальный костяк The Alan Parsons Project, кроме Эрика Вулфсона.
По словам самого Алана Парсонса, причины такого решения не до конца ясны даже ему самому. «Возможно, просто настало „правильное“ время для наших живых выступлений», — сказал он.
В том году, под названием The Alan Parsons Live Project, группа провела несколько концертов в Европе, в частности, в Париже и Лондоне. Репертуар концертов составляли композиции 1975—1990 годов.
Концертный состав группы во время европейского турне 1994 года:
- Алан Парсонс (Alan Parsons) — клавишные, ритм-гитара, бэк-вокал;
- Иэн Бернсон (Ian Bairnson) — солирующая гитара;
- Стюарт Эллиот (Stuart Elliott) — ударные;
- Ричард Коттл (Richard Cottle) — саксофон, клавишные;
- Джереми Мик (Jeremy Meek) — бас-гитара, бэк-вокал;
- Крис Томпсон (Chris Thompson) — вокал;
- Гери Говард (Gary Howard) — вокал.

После турне был записан концертный альбом Alan Parsons. The very best LIVE (1995), в который вошли записи с различных концертов и три дополнительных студийных трека. В таком составе группа провела ещё несколько турне, а также приняла участие в ряде крупных сборных концертов, в том числе, в World Liberty Concert 8 мая 1995 года в Арнеме (Нидерланды), где группе аккомпанировал симфонический оркестр в полном составе.
Начиная с 2004 года, The Alan Parsons Live Project в новом составе дает регулярные концерты по всему миру — в Европе, Азии, Северной и Южной Америке.
Современный концертный состав группы:
- Алан Парсонс (Alan Parsons) — клавишные, гитара, вокал, бэк-вокал, перкуссия
- Годфри Таунсенд (Godfrey Townsend) — гитара
- Стив Мёрфи (Steve Murphy) — ударные
- Пи Джей Олльсен (P.J. Olsson) — вокал
- Джон Монтана (John Montagna) — бас-гитара, бэк-вокал
- Менни Фокараццо (Manny Focarazzo) — клавишные, бэк-вокал
- Кевин Кеннеди (Kevin Kennedy) и Джереми Парсонс (Jeremy Parsons) — звукооператоры

Репертуар концертов составляют хитовые композиции с альбомов APP 1975—1990 годов, а также ряд композиций с последних альбомов Алана Парсонса. Кроме того, группа исполняет ряд исключительно концертных вещей — таких, как инструментал Luciferama. «Живое» звучание группы отличается добротностью и высоким качеством (все исполнители — высокопрофессиональные музыканты), хотя аранжировки местами сильно отличаются от студийных версий.
В апреле 2005 года The Alan Parsons Live Project выступил с концертами в России (21 апреля — Санкт-Петербург, БКЗ «Октябрьский»; 23 апреля — Москва, Государственный Кремлёвский Дворец).

## Дискография
Группа The Alan Parsons Project выпустила следующие альбомы:
- 1976 — Tales of Mystery and Imagination
- 1977 — I Robot
- 1978 — Pyramid
- 1979 — Eve
- 1980 — The Turn of a Friendly Card
- 1982 — Eye in the Sky
- 1984 — Ammonia Avenue
- 1984 — Vulture Culture
- 1985 — Stereotomy
- 1987 — Gaudi
- 1990 — Freudiana
- 2014 — The Sicilian Defence

После ухода из группы Эрика Вулфсона и прекращения существования The Alan Parsons Project, старым составом группы были выпущены альбомы:
- 1993 — Try Anything Once
- 1996 — On Air
- 1999 — Time Machine

Кроме того, был выпущен концертный альбом группы:
- 1995 — Alan Parsons. The very best LIVE

Сольные альбомы Алана Парсонса:
- A Valid Path (2004)
- The Secret (2019)

Сольные альбомы Эрика Вулфсона:
- Black Freudiana (двойной альбом — студийная версия и оригинальная звуковая дорожка немецкого мюзикла) (1991)
- Gaudi (Мюзикл, базирующийся на альбоме APP) (1996)
- Gambler (Das Geheimnis Der Karten) (Мюзикл) (1997)
- POE: More Tales Of Mystery And Imagination (2003)
- That Never Was (2009)

Альбомы-компиляции:
- The Best of the Alan Parsons Project (1983)
- The Best of the Alan Parsons Project, Vol. 2 (1987)
- Instrumental Works (1988)
- Pop Classics (1989)
- Anthology (1991)
- The Best of the Alan Parsons Project (2CD) (1992)
- The Definitive Collection (1997)
- Gold Collection (1998)
- Master Hits: The Alan Parsons Project (1999)
- Love Songs (2002)
- Ultimate The Alan Parsons Project (2004)
- Silence & I: The Very Best of the Alan Parsons Project (3CD) (2005)
- The Essential Alan Parsons Project (2007)

## Места композиций в чартах
| Год  | Композиция                                    | U.S. Hot 100 (Billboard) | U.S. MSR | U.S. A.C. | Альбом                           |
| ---- | --------------------------------------------- | ------------------------ | -------- | --------- | -------------------------------- |
| 1976 | (The System Of) Dr. Tarr and Professor Fether | #37                      | -        | -         | Tales of Mystery and Imagination |
| 1976 | The Raven                                     | #80                      | -        | -         | Tales of Mystery and Imagination |
| 1977 | I Wouldn’t Want To Be Like You                | #36                      | -        | -         | I Robot                          |
| 1977 | Don’t Let It Show                             | #92                      | -        | -         | I Robot                          |
| 1978 | What Goes Up                                  | #87                      | -        | -         | Pyramid                          |
| 1979 | Damned If I Do                                | #27                      | -        | -         | Eve                              |
| 1981 | Games People Play                             | #16                      | -        | -         | The Turn of a Friendly Card      |
| 1981 | Time                                          | #15                      | -        | -         | The Turn of a Friendly Card      |
| 1981 | Snake Eyes                                    | #67                      | -        | -         | The Turn of a Friendly Card      |
| 1982 | Eye In The Sky                                | #3                       | -        | -         | Eye in the Sky                   |
| 1982 | Psychobabble                                  | #57                      | -        | -         | Eye in the Sky                   |
| 1982 | Old And Wise                                  | #22                      | -        | -         | Eye in the Sky                   |
| 1983 | You Don’t Believe                             | #54                      | -        | -         | Ammonia Avenue                   |
| 1984 | Don’t Answer Me                               | #15                      | -        | #4        | Ammonia Avenue                   |
| 1984 | Prime Time                                    | #34                      | -        | #10       | Ammonia Avenue                   |
| 1985 | Let’s Talk About Me                           | #56                      | #10      | -         | Vulture Culture                  |
| 1985 | Days Are Numbers (The Traveller)              | #71                      | #30      | #11       | Vulture Culture                  |
| 1986 | Stereotomy                                    | #82                      | #5       | -         | Stereotomy                       |
| 1987 | Standing On Higher Ground                     | -                        | #3       | -         | Gaudi                            |

## Альбомы The Alan Parsons Project в варианте Expanded edition
В 2007—2008 годах Алан Парсонс и Эрик Вулфсон работали над переизданием оригинальных альбомов группы в варианте Expanded edition. Отличительные особенности серии:
- проводилась полная цифровая реставрация и пересведение звука оригинальных треков;
- добавилось 5—7 дополнительных треков, представляющих собой не вошедшие на диск композиции, наброски, эксперименты, варианты аранжировок и сведения и т. п.;
- изменился буклет — добавилась обширная информация от Парсонса и Вулфсона об альбоме, не публиковавшиеся ранее фотографии и т. п.

Были выпущены в течение 2007—2008 годов:
- Tales of Mystery and Imagination (Deluxe edition на двух дисках с вариантами микширования альбома от 1976 и 1987 годов и 8 дополнительными треками)
- I Robot (30th Anniversary edition, 5 дополнительных треков)
- Pyramid (Expanded edition, 7 дополнительных треков)
- Eve (Expanded edition, 7 дополнительных треков)
- The Turn of a Friendly Card (Expanded edition, 7 дополнительных треков)
- Eye in the Sky (25th Anniversary edition, 6 дополнительных треков)
- Ammonia Avenue (Expanded edition, 8 дополнительных треков)
- Vulture Culture (Expanded edition, 5 дополнительных треков)
- Stereotomy (Expanded edition, 6 дополнительных треков)
- Gaudi (Expanded edition, 7 дополнительных треков)

## The Alan Parsons Project в СССР
В СССР фирмой грамзаписи «Мелодия» были выпущены две лицензионные пластинки с записями The Alan Parsons Project, а именно:
- Сборник лучших композиций «The Вest of Alan Parsons Project» (издан в СССР в 1986), номерное издание 1983 года, на советской копии отсутствует трек Psychobabble.
  - Тот же сборник был выпущен на аудиокассетах (каталожный номер СМ 01552)
- Студийный альбом «Gaudi» (издан в СССР в 1989).

Кроме того, композиция Mammagamma с альбома «Eye in the Sky» (1982) в качестве фоновой музыки использовалась в ряде научно-популярных передач советского телевидения, в частности, «Клуб путешественников», а композиция «Where’s The Walrus?» из альбома Stereotomy (1986) была использована в заставке к программе ЦТ «Прожектор перестройки».